# Waterloo Bridge (Betws-y-Coed)
Die Waterloo Bridge ist eine Straßenbrücke über den Conwy bei Betws-y-Coed im Norden von Wales. Sie wurde 1815 im Rahmen des Ausbaus der Straße zwischen London und Holyhead (heute A5) nach Plänen von Thomas Telford errichtet. Ihr Name erinnert an die Schlacht bei Waterloo im gleichen Jahr.
Die Brücke besteht aus fünf parallelen gusseisernen Bögen mit 32 m Spannweite und einem Abstand von 1,5 m untereinander. Darüber liegt die ebenfalls gusseiserne Fahrbahnplatte. Im Jahr 1923 wurde die Brücke durch eine seitlich auskragende Stahlbetonplatte verstärkt, um die Fahrbahn verbreitern und zusätzliche Fußwege anordnen zu können. Außerdem wurden die inneren drei Bögen mit Stahlbeton ummantelt. Eine weitere Verstärkung wurde 1978 erforderlich.